# Butasan
Butasan (ぶたさん? "signor maiale"), a volte sottotitolato Pig's & Bomber's, è un videogioco arcade prodotto nel 1987 da Jaleco. Conversioni per i computer a 8 bit Amstrad CPC, Commodore 64, MSX e ZX Spectrum sono state pubblicate da U.S. Gold con il titolo Psycho Pigs UXB, scritto anche Psycho Pig UXB a video. Il gioco rappresenta un demenziale combattimento tra maiali a colpi di bombe. La versione per Nintendo 3DS è denominata Psycho Pigs (たたかえ ぶたさん?, Tatakae Butasan).